# Huang Jianxin
Huang Jianxin (cinese tradizionale: 黃建新; cinese semplificato: 黄建新; pinyin: Huáng Jiànxīn; Xi'an, 1954) è un regista e produttore cinematografico cinese, generalmente considerato membro della Quinta Generazione di registi cinesi, che include anche Chen Kaige, Zhang Yimou e Tian Zhuangzhuang, sebbene egli non abbia mai ufficialmente fatto parte della classe inaugurale del 1982 della Beijing Film Academy.
I film di Huang si distinguono da quelli dei suoi contemporanei per i temi di cui trattano, più focalizzati sulla vita nelle realtà urbane dei tempi moderni piuttosto che sui drammi storici. Loro caratteristica peculiare, inoltre, è la visione satirica della complessa burocrazia cinese.

## Biografia
Nato a Xi'an da una famiglia con origini nella provincia di Hebei, Huang si arruolò nell'Esercito Popolare di Liberazione all'età di 16 anni, dopodiché si iscrisse alla Northwest University nel 1975. Dopo la laurea si unì alla compagnia di produzione e distribuzione cinematografica Xi'an Film Studio, svolgendo mansioni di montaggio e assistente alla regia.
Nel 1983, dopo un periodo formazione alla Beijing Film Academy, fu elevato al ruolo di regista a tutti gli effetti. Attualmente è dirigente della quarta compagnia di produzione della China Film Corporation.
Nel 1997 una delle sue pellicole, Surveillance, fu inserito nella programmazione del quarantasettesimo Festival internazionale del cinema di Berlino.

## Filmografia
| Anno | Titolo inglese                  | Titolo cinese  | Note                               |
| ---- | ------------------------------- | -------------- | ---------------------------------- |
| 1985 | The Black Cannon Incident       | 黑炮事件       |                                    |
| 1986 | Dislocation                     | 错位           | Titolo alternativo: The Stand-In   |
| 1988 | Samsara                         | 轮回           | Titolo alternativo: Transmigration |
| 1992 | Stand Straight, Don't Bend Over | 站直啰！别趴下 |                                    |
| 1994 | The Wooden Man's Bride          | 五魁           |                                    |
| 1994 | Back to Back, Face to Face      | 背靠背，脸对脸 |                                    |
| 1995 | Signal Left, Turn Right         | 红灯停，绿灯行 |                                    |
| 1997 | Surveillance                    | 埋伏           |                                    |
| 1999 | Something About Secret          | 说出你的秘密   |                                    |
| 2000 | Xi'an's Finest                  | 睡不着         |                                    |
| 2001 | The Marriage Certificate        | 谁说我不在乎   |                                    |
| 2005 | Gimme Kudos                     | 求求你表扬我   |                                    |
| 2009 | The Founding of a Republic      | 建国大业       | Co-regia con Han Sanping           |
| 2011 | The Founding of a Party         | 建党伟业       | Co-regia con Han Sanping           |

| Anno | Titolo inglese                  | Titolo cinese | Note |
| ---- | ------------------------------- | ------------- | ---- |
| 2002 | Zhou Yu's Train                 | 周渔的火车    |      |
| 2003 | Love Undercover 2: Love Mission | 新扎师妹2     |      |
| 2005 | 2 Young                         | 早熟          |      |
| 2006 | Battle of Wits                  | 墨攻          |      |
| 2008 | All About Women                 | 女人不坏      |      |

## Riconoscimenti
| Anno | Film                       | Premio                                                    | Risultato       | Note |
| ---- | -------------------------- | --------------------------------------------------------- | --------------- | ---- |
| 1995 | Back to Back, Face to Face | Golden Rooster Award al "Miglior Regista"                 | Vincitore/trice |      |
| 2005 | Gimme Kudos                | Gran Premio della Giuria Jin-Jue (Shanghai Film Festival) | Vincitore/trice |      |